# رشيد نافع
الدكتور رشيد بن عبد السلام نافع الصنهاجي، عالم دين مغربي. ولد يوم 16 رمضان 1382 هـ الموافق 23 فبراير 1961.

## النشأة
نشأ بمسجد قصبة الأوداية والمسجد الأعظم بالرباط وتعلم القرآن بالكتاب التابع له على يد الشيخين عبد السلام والورزازي ثم تابع دراسته الابتدائية والثانوية بمدارس محمد الخامس بالرباط.

## التعليم
رحل لطلب العلم على يد تقي الدين الهلالي الحسني والشيخ حماد الأنصاري حيت كانا سببا لالتحاقه بالجامعة الإسلامية بالمدينة النبوية رفقة مجموعة من طلبة العلم من أبرزهم الدكتور زين العابدين بلافريج حيث واصل تعليمه الجامعي وحصل على الإجازة من كلية الدعوة وأصول الدين – تخصص العقيدة.
إلتقى مدة إقامته بمجموعة من المشايخ سواء من تلقى عنهم مباشرة أو جالسهم مجالس علم وإملاء منهم الشيخان ابن باز والعثيمين. وله مذاكرات علمية مع فضيلة الدكتور محمد الدرعاوي.
له عدة لقاءات مسجلة مع أبي عبد الرحمن ناصر الدين الألباني.

## الدراسة الأكاديمية
إلتحق بقسم الدراسات الإستشراقية بجامعة سوربن بباريس ولم يتمكن من متابعة الدراسة لظروف خاصة.
بعدها رحل إلى جامعة ليدن بهولندا وبعدما فتحت أقسام الدراسات العليا بالمغرب عاد وإلتحق بجامعة محمد الخامس بالرباط تخصص السنة وعلومها تحت إشراف الدكتور فاروق حمادة وحصل على دبلوم الدراسات المعمقة.
ثم انتقل إلى جامعة الحسن الثاني ليحصل فيها على دبلوم الدراسات العليا تخصص السنة وعلومها في موضوع ابن الجوزي ومنهجه في نقد الحديث من خلال كتابه «الموضوعات سندا ومتنا» تحت إشراف الدكتور زين العابدين بلافريج بميزة حسن جدا. وللدكتور زين العابدين بلافريج فضل كبير على الشيخ سواء في طلب العلوم الشرعية أثناء الطلب أو في التأطير العلمي الدقيق.
حصل على دكتورة الدولة من نفس الجامعة قسم السنة وعلومها من خلال تحقيق كتاب العالم الأندلسي محمد بن عيسى بن أصبغ الذي عنونه ( كتاب الأنجاد في أحكام الجهاد (تحت إشراف الدكتور زين العابدين بلافريج بميزة حسن جدا.

## حياته الدعوية
يركز الدكتور على  تربية الناس على العلم  لأنه  لا دعوة بدون علم. فكيف يدعو الداعية إلى الله بدون علم! يكون الشاب مستقيما وحريصا على الدعوة والتنقل من أجلها وهو غير عالم لمعنى كلام الله  جل وعلا  وكلام رسوله  صلى الله عليه وسلم.
ويعمل الدكتور على منهاج الإسلام في الدعوة ألا وهو منهاج الوسطية والاعتدال، وعدم المشقة أوالغلو والتنطع، والسنة النبوية على صاحبها أفضل الصلاة وأتم التسليم تزخر بكثير من المواقف الدالة على ذلك فقد ثبت في سنة النبي ﷺ عن السيدة عائشة  أنه  ما خير بين أمرين إلا اختار أيسرهما ما لم يكن إثماً، وقد سار على هذا الهدي من بعد خلفاؤه الراشدون فأكملوا المسيرة ونشروا الدين فدخل الناس في دين الله أفواجا لما لمسوا من سماحة هذا الدين المتمثل في أخلاق ومعاملات أتباعه فيما بينهم وبين غيرهم
ويدعوا الدكتور المسلمين  أن يستحضروا في ذهنه أن الدعوة غير مقتصرة ومنحصرة في إلقاء الكلم على الحاضرين، أو تنميق الخطب على المجتمعين، وإنما الدعوة الفاعلة المؤثرة أن يلتزم المسلم بتعاليم دينه أينما حل وارتحل، وأن يدعوا بأفعاله، بحسن تعامله مع المدعوين، وأن يقدم النموذج الأسمى الذي ينبغي أن يكون عليه المسلم الصادق الملتزم بشعائر دينه، وبذلك سيكون سببًا لهداية خلق وإن لم يحسن البيان، أو كان عيي اللسان.

## شيوخه
- الشيخ العلامة محمد تقي الدين الهلالي
- الشيخ العلامة المحدث محمد ناصر الدين الألباني
- الشيخ محدث المدينة النبوية الشيخ حماد الأنصاري
- الشيخ العلامة الزاهد عبد العزيز بن بار
- الشيخ الفقيه الأصولي محمد صالح العثيمين. وغيرهم كثير.

## عقيدته
يعتقد أن الله إله واحد لا إله إلا هو فرد صمد لم يلد ولم يولد، ولم يكن له كفوا أحد، وأنه لا يستحق شيئا من أنواع العبادة غيره، وأن من صرف شيئا من أنواع العبادة لغيره فهو مشرك كافر، وأنه سبحانه موصوف وسمى بجميع ما وصف به نفسه وسماه به، وما وصفه وسماه به رسوله ﷺ من الأسماء الحسنى والصفات العلى، ويعتقد أن الله سبحانه وتعالى. مستو على عرشه، بائن من خلقه، وأنه متكلم بكلام قديم النوع حادث الآحاد. وأن القرآن كلام الله غير مخلوق، منه بدأ وإليه يعود، ويرى كفر من قال بخلق القرآن كفرا مخرجا من الملة، وأنه سبحانه وتعالى يحب ويرضى، ويكره ويغضب، ويُحْي ويُميت، ويسخط ويفرح، وينزل كل ليلة إلى السماء الدنيا نزولا يليق به سبحانه، وأنه سبحانه يراه المؤمنون يوم القيامة بأبصارهم، كما صحت بذلك الأحاديث، وفي الجملة: لَيْسَ كَمِثْلِهِ شَيْءٌ وَهُوَ السَّمِيعُ الْبَصِيرُ.
ويعتقد أن محمدا عبده ورسوله إلى جميع الثقلين الإنس والجن، وأنه بلغ الرسالة وأدى الأمانة، ويعتقد أن الملائكة وكتب الله حق، والنبيون حق والبعث بعد الموت حق، والجنة حق والنار حق، ويؤمن أن الميزان حق، وأن حوض النبي ﷺ حق، ويؤمن بالقدر خيره وشره، ويعتقد أن شفاعة النبي ﷺ وجميع الأنبياء عليهم الصلاة والسلام والصالحين حق لكن بعد إذن الله للشافع ورضاه عن المشفوع له، ويعتقد أن أحسن الكلام كلام الله تعالى، وخير الهدى هدي محمد ﷺ وشر الأمور محدثاتها، وكل بدعة ضلالة وكل ضلالة في النار.

## الأنشطة
من أبرز نشاطات الدكتور رشيد نافع الصنهاجي العمل الإغاثي وهو صورة من صور التكافل الاجتماعي بين المسلمين بل هو من أبهى صوره وأزكاها وإن امتدت يد العطاء والفضل لغير المسلمين فهو من سعة ورحمة حث المصطفى ﷺ كمافي الحديث : «في كل كبد رطبة أجر».وهذا العمل بحد ذاته دعوة عملية صادقة، تشاهد فيه ما تقرأه في تاريخ المسلمين الأقدمين من دعوة التجار المسلمين بأخلاقهم وصدقهم وأمانتهم، وهنا أيضاً دعوة أكثر عملية ومهنية، فأنت هنا تعطي فقط، ولا تأخذ، إنما تجفف دمعة، وتهدئ عبرة نفس مضطربة، وتبرئ جرحاً نازفاً، كل ذلك بدافع بذل الخير واحتساب أجره مثوبة عند الله.
هذه المعاني العملية الحقيقة للعمل الإغاثي، بيان جلي لسر التباين في النظرة لهذا العمل النبيل، أو الحماسة له بين القائمين عليه والمساهمين فيه، وغيرهم ممن لم يكن لهم فيه نصيب
والدكتور عضو فعال في جمعيات إغاثية أهلية بعضها في أوروبا وبعضها في وطنه المغرب حيث يسارع في ميادين مختلفة من مجالات الإغاثة كالسلة الغذائية وحفر الآبار وكفالة الأيتام وتوزيع الملابس والأغطية والخيام ودعم المستشفيات بالتجهيزات الطبية الضرورية وغيرذلك
وهذه الحملات استهدفت النازحين من البوسنة والهرسك المهجرين قسرا من سوريا في أبرز محطة في المملكة الأردنية مخيم الزعتري وأيضا المضطهدين من شعب بورما في مخيمات بنغلاديش على الحدود مع ميانمار
والدكتور له نشاط إغاثي كبير في وطنه المغرب في ميادين متعددة.. بالإضافة إلى المساهمة في بناء المراكز في أوروباوغيرها.
وشارك في عدة ندوات ومحاضرات إلى جانب تنفيذ مجموعة من البرامج الدعوية داخل وخارج المغرب : أمريكا,
سويسرا، هولندا، ألمانيا، فرنسا، إسبانيا، إنجلترا، ألبانيا، النمسا، بلجيكا، هنغاريا.

## مؤلفاته

### رسائله العلمية
للشيخ رسائل علمية منها : 
- يوسف بن تاشفين ودعوته
- أيها التائب أقبل
- المرسل الخفي وحجيته.[1]

## مناصب الشيخ وعضوياته
الشيخ :
- عضو رابطة علماء المغرب وخطيب مسجد الوحدة بالحي الصناعي بالرباط.
- له دروس علمية في مساجد الرباط عن طريق المجلس العلمي المحلي بالرباط.
- عضو مؤسس لمؤتمر نصرة النبي ﷺ المنعقد بالبحرين سنة 2005.
- له دروس علمية في مساجد الرباط عن طريق المجلس العلمي المحلي بالرباط .
- عضو مؤسس لمؤتمر نصرة النبي صلى الله عليه وسلم المنعقد بالبحرين سنة 2005.

للشيـــخ أنشطة جمعويـة متفرقــة حيت يمثل العلاقات العامة بجمعية البر للأطفــالالمعاقين في الرباط، وكاتب عام بالجمعية المغربية لدوي القصور الكلوي الرباط.